# 大土平町
大土平町（おおどがひらちょう）は兵庫県神戸市灘区の町名の一つで、水車新田字音ヶ平（おとがひら）と大土ヶ平（おとひら）を併せて昭和8年（1933年）5月に成立した。
東は六甲台町、南と東は篠原北町、北は篠原伯母野山町。
都賀川の支流六甲川から東が一丁目、西が二丁目。
令和2年国勢調査（2020年10月1日）における世帯数198、人口467、うち男性214人、女性253人。郵便番号：657-0014。

## 由来
『神戸の町名』によれば、この地名は全国各地にある「乙が平（おとがひら）」と同じく「越（おつ）」の当て字であり、「ヒラ」は山中のひらけた暖傾斜面であるといい、「山越えの道の、ちょっとひらけたところ」かと推測している
一方『灘区の町名』によれば加えて、オオドとは「オド」で「大戸」「尾土」と同じく山頂の意味であるという。また十善寺のお堂があったからお堂ヶ原だったらしいという説には地元民は否定的であるという。なお、水車新田字宮坂に大土神社があり、大土がお堂なら「お堂神社」となってしまい不自然となる。